# Dietmar Gedde
Dietmar Gedde (Magdeburgo, 11 de febrero de 1936) es un deportista de la RDA que compitió en vela en la clase Flying Dutchman. Ganó una medalla de plata en el Campeonato Europeo de Flying Dutchman de 1970.

## Palmarés internacional
| Campeonato Europeo | Campeonato Europeo | Campeonato Europeo | Campeonato Europeo |
| Año                | Lugar              | Medalla            | Clase              |
| ------------------ | ------------------ | ------------------ | ------------------ |
| 1970               | Mar Menor (España) | Medalla de plata   | Flying Dutchman    |